# 土曜競馬中継
『土曜競馬中継』（どようけいばちゅうけい）は、1970年4月4日から2000年3月25日までの30年間、東京12チャンネル→テレビ東京制作で毎週土曜日の14:30（テレビ北海道、青森放送、東北放送、福島テレビ、新潟放送は15:00）から15:55に放送されていた中央競馬の中継番組である。映像は開始当初はモノクロだったが、半年後の1970年10月3日からはカラー放送となった。音声はモノラル放送。
1973年から1979年3月までは『ザ・ロンゲストショー』、同年4月から1981年3月は『ウィークエンド東京』というそれぞれ長時間生放送ワイドショー番組に内包されて放送されていた。
後番組は『ウイニング競馬』。

## 出演者
（太字は『ウイニング競馬』になってからも引き続き出演）

### 司会
- 石森一枝 - 1988年4月 - 1993年3月。JRA元騎手・現調教師蛯名正義と結婚のため退任。
- 長田渚左 - 1985年4月改編でフジテレビ『FNNスーパータイム』（月 - 水・関東ローカル枠内スポーツコーナー：森末慎二と分担）に転出のため退任。
- 小田切優美 - 1980年代に担当。
- 久保田光彦 - 1978年旧東京12チャンネル入社。在職中の1980年代に担当。
- 小坂巖 - 日本短波放送→フリー。元『中央競馬実況中継』実況アナウンサー。1975年 - 1988年頃、その後1993年6月まで「サラブレッドメモリーズ」などのコーナーを担当。
- 小島秀公 - 1994年テレビ東京入社。原良馬の司会兼任解除に伴う後任として、アナウンス職だった1996年10月 - 1997年9月に担当。
- 永井美帆 - 1996年1月 - 9月まで担当。
- 原良馬 - デイリースポーツ東京本社→フリー評論家。解説者だったが1988年のデイリースポーツ退社に伴い小坂の後任で司会兼任、1996年9月まで担当。
- 松田京子 - フリー（圭三プロ所属）。石森の後任で1993年4月 - 1994年6月に担当、横井と交代のため退任。
- 結城未来 - フリー（タイムリーオフィス所属）。永井の後任で1996年10月 - 終了まで担当。
- 横井ひろみ - 1990年テレビ東京入社。在職中の1994年7月 - 1995年12月に担当。1996年に退社してフリーになる（圭三プロ所属）。

### 解説
- 伊藤友康 - ダービーニュース。初代メイン解説。立ち上げから1970年代末まで出演。レースでの担当、ラジオ関東『日曜競馬実況中継』（2部メイン解説）兼任。
- 井馬宏 - 東京スポーツ→レースポ。立ち上げから1980年頃まで出演。
- 梅崎晴光 - スポーツニッポン東京本社。1990年代後半に出演。レースでの担当。
- 榎本正男 - ダービーニュース→夕刊フジ→道新スポーツ。1990年代中頃まで出演。レースでの担当。
- 大川慶次郎 - ダービーニュース→ケイシュウNEWS。立ち上げから1970年代末まで出演、日本短波放送『中央競馬実況中継』（第1放送）、TBSラジオ『走れジョッキー』→『きょうの競馬から』兼任。1983年以降、フジテレビ『競馬中継』→『チャレンジザ競馬』→『スーパー競馬』に転出のため退任。
- 及川義弘 - ダービーニュース。ラジオ関東（日曜1部メイン解説）兼任。
- 桜井裕夫 - スポニチ東京本社。1990年代中頃まで出演。レースでの担当。
- 田沼亨  - 東京スポーツ。1996年から出演。レースでの担当。BS11『BSイレブン競馬中継』立ち上げの際、同番組スタジオ解説者に転出のため退任。
- 早坂昇治 - 日本短波放送→フリー。元『中央競馬実況中継』実況アナウンサー。立ち上げと同時に日本短波放送を退社して参加。
- 原良馬 - デイリースポーツ東京本社→フリー評論家。1981年から1988年3月までスタジオでのレース担当だったが同年4月から1996年9月までは司会兼任（前述）。また1989年から2013年まではラジオNIKKEI（第1放送・土曜午前正面解説兼進行）も兼務。
- 三木和夫 - 東京スポーツ。井馬から引き継いで1995年12月まで出演。パドック解説担当。
- 森本常久 - 日刊ゲンダイ。
- 山岡孝安 - 日刊スポーツ東京本社。
- 吉沢宗一 - 元NCK→JRA騎手。1996年〜2019年。パドック解説担当。
- 渡辺正人 - 元NCK騎手。1970年代から1982年に亡くなるまで出演。レースでの担当。

### 実況
- 小倉智昭 - 1970年旧東京12チャンネルプロに入社。1976年、大橋巨泉の誘いに乗ってニッポン放送『競馬ニッポン』立ち上げに参加しフリーとなる（巨泉事務所→オールラウンド所属）。
- 久保田光彦 - 司会兼任。
- 小島秀公 - 司会兼任。
- 島田弘久 - 1995年テレビ東京入社。現・アナウンス部専任部長。
- 土居壮 - 1974年旧東京12チャンネル入社。1992年、退社してフリーになる。
- 宮和夫 - 1967年日本短波放送から旧科学テレビに移籍。
- 矢野吉彦 - 文化放送→フリー（TCP所属）。1990年4月7日着任、司会を兼務していた時期もあった。2024年現在も『ウイニング競馬』に継続出演中。
- 四家秀治 - RKB毎日放送からフリー（TBS-V所属）を経て1990年中途入社、1995年正社員登用。2011年7月31日付で退社してフリーになる（宝井プロジェクト所属）。

### パドック担当
- 小野寺直美
- 目黒貴子 - フリー（バンタン→JOYSTAFF→シャベール所属）。当番組終了と同時に関東独立UHF局『中央競馬ワイド中継』へ転出。
- 山野京子 - 現在は、清水優子と改名しフリー（タイムリーオフィス所属）。

### ゲスト
- 加藤みどり（1982年春の天皇賞中継）
- ボブ・ホーク（1992年）

## ネット局
- テレビ東京
- テレビ北海道
- 青森放送★
- 東北放送●
- 福島テレビ☆
- 新潟放送●

★：NNN系列 ●：JNN系列 ☆FNN系列
1989年にテレビ北海道が開局する以前は北海道テレビ（ANN系列）で不定期放送していた。また、夏の札幌・函館開催の時は『HTB土曜競馬中継』として独自に放送していた。また、1981年には☆である北海道文化放送で放送したことがある。

## 備考
- 中山金杯・京都金杯開催日が平日の場合（番組名は「新春競馬中継」もしくは「新春競馬金杯」）や春の天皇賞が4月29日（日曜日を除く）に固定されていた時期は中継することがあった。
- 1989年から1990年ごろのエンディングテーマは、Dan Fogelbergの『Sutter's Mill』（アルバム「High Country Snows」に収録）。